# Mario Gayraud
Mario Rodolfo Gayraud (Pigüé, Buenos Aires, Argentina, 9 de noviembre de 1957) es un piloto argentino de automovilismo de velocidad actualmente retirado. Es reconocido a nivel nacional por sus participaciones en las categorías Turismo Carretera, Turismo Nacional y TC 2000. En esta última obtuvo su único título de campeón, siendo piloto del equipo oficial Ford y conquistando el primer título de la marca y el único que posee el modelo Ford Taunus. A su vez, también obtuvo tres subcampeonatos en 1983 con el Taunus y en 1985 y 1986 con el modelo Ford Sierra. En el Turismo Carretera, compitió desde 1991 hasta 1998 mayoritariamente con Ford Falcon, exceptuando el año 1994, que fue el único en el que compitió con un Chevrolet Chevy. Tras esto, se había retirado de manera momentánea, retornando en 2006 en el Turismo Nacional, a bordo de un Peugeot 306. Finalmente, Gayraud se retiraría en el 2007, a bordo de un Chevrolet Astra de la Clase 3 del TN.
Tras su retiro, trabajó como consultor externo de la Asociación Corredores de Turismo Carretera, colaborando en el desarrollo de los prototipos Chevrolet Chevy y Ford Falcon de la ACTC, probando en los denominados "Autos de Laboratorio" las futuras reformas que se aplican año a año a las unidades de dichas marcas.

## Trayectoria
- 1982: TC 2000 (Ford Taunus)
- 1983: Subcampeón TC 2000 (Ford Taunus)
- 1984: Campeón TC 2000 (Ford Taunus)
- 1985: Subcampeón TC 2000 (Ford Sierra)
- 1986: Subcampeón TC 2000 (Ford Sierra)
- 1987: TC 2000 (Ford Sierra)
- 1988: TC 2000 (Ford Sierra)
- 1989: TC 2000 (Ford Sierra)
- 1991: Turismo Carretera (Ford Falcon)
- 1992: Turismo Carretera (Ford Falcon)
- 1993: Turismo Carretera (Ford Falcon)
- 1994: Turismo Carretera (Chevrolet Chevy)
- 1995: Turismo Carretera (Ford Falcon)
- 1996: Turismo Carretera (Ford Falcon)
- 1997: Turismo Carretera (Ford Falcon) - Top Race, 2 carreras (Nissan 300 ZX)
- 1998: Turismo Carretera (Ford Falcon)
- 2006: Turismo Nacional Clase 3 (Peugeot 306)
- 2007: Turismo Nacional Clase 3 (Chevrolet Astra)
- 2009: Invitado por Facundo Crovo a la "Carrera de la Historia" de TRV6 (Volkswagen Passat V)

## Datos significativos
- Carreras corridas: 137
- Victorias: 14
- Podios: 35
- Pole positions: 13
- Récords de vueltas: 24
- Primera victoria: 1983 Autodromo Ciudad de Concordia, Provincia de Entre Ríos
- Última victoria: 1988 Autodromo Parque Ciudad de Río Cuarto, Provincia de Córdoba

## Palmarés
| Título  | Especialidad | Marca       | Año  |
| ------- | ------------ | ----------- | ---- |
| Campeón | TC 2000      | Ford Taunus | 1984 |

### Otras distinciones
| Título     | Especialidad | Marca       | Año  |
| ---------- | ------------ | ----------- | ---- |
| Subcampeón | TC 2000      | Ford Taunus | 1983 |
| Subcampeón | TC 2000      | Ford Sierra | 1985 |
| Subcampeón | TC 2000      | Ford Sierra | 1986 |

## Fuente consultada
- Mario Gayraud en Driver DataBase

| Predecesor: Luis Rubén Di Palma | Campeón de TC 2000 1984 | Sucesor: Rubén Daray |

- Datos: Q5851941
- Multimedia: Mario Gayraud / Q5851941